# Norah McClintock
Norah McClintock, född 11 mars 1952 i Pointe-Claire i Québec, död 6 februari 2017 i Toronto i Ontario, var en kanadensisk författare som främst skrev deckare för ungdomar.
Utöver författandet arbetade hon som frilansredaktör.
År 2002 och 2003 belönades hon med Arthur Ellis Crime Writers Award för böckerna Skrämd till tystnad och Falska bevis. 
Hon föddes och växte upp i Pointe-Claire i Québec. Hennes intresse för att skriva böcker kom när hon var 10-12 år. Det var då hennes engelsklärare som uppmuntrade henne att skriva. McClintock gav först upp idén, eftersom hon vid den tiden trodde att det skulle ta flera år att skriva klart en enda bok. Det tog också flera år tills hennes första ungdomsdeckare slutligen kom ut år 1996.
Inspiration och intriger fick hon från sina gamla dagböcker från tonåren, från nyhetstidningar och från sin omgivning. När hon tänkte ut en huvudperson till sina böcker, såg hon alltid framför sig en 15-16-årig tjej.

## Verk
- "På jakt efter sanningen"

I serien om Chloe och Levesque:
- "Ett steg för långt"
- "Oskyldigt dömd?"
- "Skrämd till tystnad"
- "Falska bevis"
- "Inte ett spår"
- "Fallet" (utgiven av STabenfeldt AB 2011 i serien Girl:IT )